# Eupatorium formosanum
Eupatorium formosanum es una especie herbácea de la familia Asteraceae natural de Asia.

## Descripción
Son hierbas perennes, que alcanzan un tamaño de 2 m de altura. Tallos erectos, fasciculados; ramas oblicuas ascendentes, ramas sinflorescencia divaricadas corimbosas, delgadas; tallos y ramas verdes inicialmente, densamente puberulentas ferruginosas, después glabrescentes, gris-marrón. Hojas opuestas; vástago de la mediana con hoja tripartida; lanceoladas centro del lóbulo grande de 10-15 × 2.5-3 cm, cuneadas en la base, ápice acuminado; lanceoladas lóbulos laterales, pequeña; hojas superiores gradualmente más pequeñas; hojas inferiores simples, ovadas o ampliamente ovadas. Sinflorescencia de corimbos terminales laxos de 8-11 cm de diámetro. Capítulos numerosos, 5 florecido; involucro campanulado, de 5 mm. Los frutos son aquenios negro-marrón, de 2,5 mm, en ángulo, sin pelos y las glándulas; vilano blanco roto, de 3 mm. Fl. y fr. diciembre-agosto. Tiene un número de cromosomas de 2 n = 20 *.

## Distribución
Se encuentra en los márgenes de los bosques, en los pastizales de Taiwán y Japón (Islas Ryukyu).

## Taxonomía
Eupatorium formosanum fue descrita por Bunzō Hayata y publicada en Journal of the College of Science, Imperial University of Tokyo 25(19): 122–123. 1908.
Etimología
Eupatorium: nombre genérico que viene del griego y significa "de padre noble". Cuyo nombre se refiere a Mitrídates el Grande, que era el rey del Ponto en el siglo I a. C. y a quien se le atribuye el primer uso de la medicina. De hecho, las especies de este género, a lo largo del tiempo, han tomado diversas denominaciones vulgares referidas sobre todo a la medicina popular, esto sirve para resaltar las propiedades de Eupatoria, aunque actualmente este uso se ha reducido algo debido a algunas sustancias hepatotóxicas presentes en estas plantas.
formosanum: epíteto geográfico que alude a su localización en Formosa (ahora Taiwán.
Sinonimia
- Eupatorium formosanum var. formosanum
- Eupatorium quasitripartitum Hayata[4]